# Irène Fuerison
Irène Clémence Caroline Emilie Fuerison, geboren Van Santen (Gent, 8 januari 1875 - aldaar, 26 juni 1931), was een Belgische componiste.

## Biografie
Irène Van Santen werd geboren in Gent. Haar vader, August Van Santen, was een handelaar en haar moeder, Florine Lepla, een gediplomeerde zangeres van het conservatorium van Gent (klas van Louis Cabel, 1867) die minstens tot 1878 in het openbaar optrad. Irène leerde piano spelen en misschien ook zingen. Op 31 juli 1894 trouwde ze met de advocaat Joseph Fuerison en nam ze zijn naam aan. Ze kregen een dochter in 1899, die ze Madeleine noemden.
De Fuerisons woonden in een herenhuis in Gent en behoorden, hoewel ze vloeiend Vlaams spraken, tot de Franstalige burgerij. In 1908 en 1909 schreef Irène Fuerison enkele liederen. 
De Eerste Wereldoorlog brachten ze door in Gent. In 1916 componeerde ze haar eerste instrumentale werken, waaronder kamermuziek en twee orkestwerken. De eerste publieke uitvoeringen van haar werk vonden tijdens de oorlog plaats, voornamelijk op benefietconcerten in Gent, ten voordele van oorlogsslachtoffers.
Fuerison werd in 1921 weduwe nadat haar man een fatale beroerte had gehad. Ze was zelf toen al verschillende jaren blind. Na de dood van haar man nam ze een gezelschapsdame aan. Ze overleed in 1931 in haar huis in Gent. Op 14 maart 1932 organiseerde de  L’amicale des dames gantoises een concert in de zaal van het conservatorium ter ere van Fuerison.
Haar dochter Madeleine schonk in 1933 een geldbedrag voor de financiering van een prijs voor veelbelovende jonge Belgische componisten. De Irène Fuerison-prijs wordt sinds 1934 nog steeds om de twee jaar uitgereikt.

## Oeuvre
Het muzikaal oeuvre van Fuerison omvat meer dan 70 liederen voor zang en piano, maar ook enkele stukken voor piano solo en voor kamermuziek, enkele orkestwerken en één werk voor muziektheater. Haar vocale werk is voor het grootste deel in de Franse taal, maar in 1917 schreef ze vier liederen op teksten van onder andere Guido Gezelle. Er is ook werk verloren gegaan, zoals een Allegro romantique voor orkest.
Haar compositorische activiteit gebeurde in drie perioden.
- Haar vroegste werken zijn negen liederen die "1908" en "1909" zijn gedateerd (op. 1 tot 9). De teksten zijn gedichten van Robert De Smet, Victor Hugo, Pierre Corneille, Jacques Normand en Maurice Bouckay.
- Haar meest productieve activiteit vond plaats tijdens de Eerste Wereldoorlog en tot de dood van haar echtgenoot in 1921 (op. 10 tot 75 of 76).
- Ze hervatte het componeren in 1923-1924 (op. 76 of 77 tot 86 of 87) en opnieuw in 1926 (op. 87 of 88 tot 95).

In de loop van de jaren rijpte haar stijl en verwijderde ze zich van tonale harmonische kaders, totdat ze in 1926 stopte met het schrijven van voortekeningen. Haar stijl is impressionistisch en postromantisch maar niet atonaal.

## Ontvangst
Vanaf 1917 vonden er tijdens Fuerisons leven geregeld concerten met haar muziek plaats. Aanvankelijk waren dat benefietconcerten voor oorlogsslachtoffers (bijvoorbeeld 28 april 1917, orkest Guillemyn in de Pathézaal; 6 oktober 1917, Oscar Roels in de Nederlandse Schouwburg - onderbroken wegens bomalarm; 24 november 1917, orkest Guillemyn in de Nederlandse Schouwburg), daarna op feestelijkheden voor de bevrijding (bijvoorbeeld 30 november 1918, Oscar Roels op een Gala patriotique in de opera; 14 september 1919, tenor Joseph Verniers op een Grande fête patriotique), maar nadien ook op zuiver artistieke gelegenheden in binnen- en buitenland (bijvoorbeeld op 24 mei 1919, sopraan Jeanne Miry in de Pathézaal; 17 april 1923, M. Torelli op een Salon Franco Belge in Parijs; 3 augustus 1923, pianist Edouard Potjes in Washington). Brieven van beroepsmusici tonen aan dat ze de werken waardeerden.
Fuerison ondervond desondanks moeite om de composities te publiceren. In 1923, 1926 en 1928 liet ze uiteindelijk op eigen kosten enkele werken uitgeven bij Paul Struyf in Gent, onder de naam Irène Fuerison.
Na haar dood in 1931 raakte haar muziek in de vergetelheid. Daar zijn verschillende redenen voor: de ongeschoolde Fuerison had geen uitgebreid netwerk in de muziekwereld, en vrouw en blind zijn waren handicaps om in het circuit door te dringen. Er was sowieso al meer interesse in 'mannelijk' orkestwerk, dan in liederen en pianowerken, die als 'vrouwelijk' werden beschouwd, en Fuerisons progressieve compositiestijl trok de aandacht van het brede publiek niet. Daardoor waren uitgevers niet gemakkelijk bereid om haar werk uit te geven, en dat kwam de circulatie van haar muziek niet ten goede. Mogelijk werkte ook de taalstrijd die destijds in Gent woedde, in haar nadeel.
Pas na het overlijden van haar schoonzoon Max Goebel in 1968 kwam haar muziek weer enigszins onder de aandacht. Goebel had per legaat een groot bedrag geschonken aan de Irène Fuerison-prijs, en de manuscripten kwamen in bezit van een violiste die in 1969 enkele werken uitvoerde. In 1972 werd een Irène-Fuerisonatelier opgericht bij de Brailleliga. Het volledige archief van Fuerison kwam in 1987 terecht bij het conservatorium van Gent.